# Шампиньон плоскошляпковый
Шампиньо́н плоскошля́пковый (лат. Agaricus placomyces) — вид грибов из Северной Америки, входящий в род Шампиньон (Agaricus) семейства Шампиньоновые (Agaricaceae).
Один из ядовитых видов рода, интенсивно желтеющих на воздухе, обладающих резким чернильным запахом.

## Описание
Шляпка взрослых грибов 2,5—7,5 см в диаметре, у молодых грибов коническая, затем выпуклая и широковыпуклая, с плоской серединой, с подвёрнутым краем. Поверхность белого цвета, покрытая сероватыми или серо-коричневыми чешуйками, в центре серо-коричневая. Пластинки свободные, у молодых грибов белые, затем розовые и шоколадно-коричневые.
Мякоть белая, на воздухе (по крайней мере в основании ножки) интенсивно желтеющая, с резким запахом, сравниваемым с запахом чернил, фенола или креозота.
Ножка 3,5—10 см длиной, около 0,6—1,3 см в поперечнике, цилиндрическая, в основании часто с булавовидным утолщением, часто изогнутая, с плёнчатым кольцом, часто долго не отрывающимся от краёв шляпки, нередко с коричневыми пятнами, однослойным.
Споровый отпечаток тёмно-коричневого цвета.

### Сходные виды
- Шампиньон Мёллера (Agaricus moelleri) — европейский вид, от которого шампиньон плоскошляпковый отличается меньшими размерами, узкоконической у молодых грибов шляпкой, очень эластичным кольцом, к полному раскрыванию шляпки часто не отрывающимся от её края, а на его поверхности нередко проступает тёмная жидкость со спорами.

## Синонимы
- Fungus placomyces (Peck) Kuntze, 1898
- Psalliota placomyces (Peck) Lloyd, 1899